# 巴布
巴布（？—1683年），清朝喀尔喀蒙古车臣汗，博尔济吉特氏，硕垒的儿子。喀尔喀蒙古分左右翼，设八札萨克，车臣汗为左翼札萨克之一。
顺治十二年（1655年），巴布继承汗位。巴布遣子穆彰墨尔根楚琥尔朝清世祖，贡献九白之贡（白驼一、白马八）。顺治十五年（1658年），受清赏赐。康熙二十年（1681年），巴布遣子诺尔布向清朝入贡。次年因为所属巴尔呼人私掠乌珠穆沁部，清朝增兵严防，让他约束所属。康熙二十二年（1683年），清朝规定他不要越过戈壁游牧。其子諾爾布即位。